# Mysterium Cosmographicum

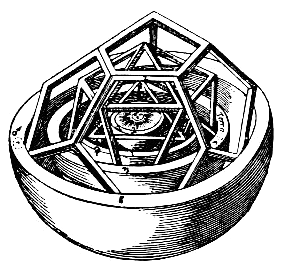
Mô tả chi tiết về quả cầu bên trong

Mysterium Cosmographicum (nghĩa là Bí ẩn của vũ trụ học, cũng được dịch sang là Bí ẩn vũ trụ, Bí ẩn của thế giới hoặc vài biến thể khác) là một tác phẩm thiên văn học của nhà thiên văn người Đức Johannes Kepler. Tác phẩm được xuất bản lần đầu tiên vào năm 1596, tại Tübingen, sau đó được chỉnh sửa và xuất bản lại vào năm 1621. Tiêu đề đầy đủ của cuốn sách là "Prodromus dissertationum cosmographicarum, continens mysterium cosmographicum, de admirabili proportione orbium coelestium, de que causis coelorum numeri, magnitudinis, motuumque periodicorum genuinis & proprijs, demonstratum, per quinque regularia corpora geometrica" (dịch ra có nghĩa là "Tiền nhân của các tiểu luận vũ trụ học, thứ bao gồm bí mật của vũ trụ; về tỷ lệ kỳ diệu của các quả cầu vũ trụ, và về những lý do đúng đắn và cụ thể của con số, hấp dẫn, những chuyển động theo thời kỳ của thiên đường; được tao ra bởi ý nghĩa của năm khối đa diện hình học thông thường"). Trong tác phẩm này, Kepler đã đề xuất những mối quan hệ khoảng cách giữa 6 hành tinh được biết đến vào thời điểm đó có thể được hiểu trong khái niệm của các khối đa diện Platon, đi kèm với một quả cầu đại diện cho quỹ đạo của Thổ tinh.
Cuốn sách giải thích về lý thuyết vũ trụ học của Kepler, dựa trên hệ thống Copernicus, cùng với 5 khối đa diện thông thường của trường phái Pythagoras kiểm soát các cấu trúc của vũ trụ và phản chiếu kế hoạch của Chúa thông qua hình học. Tác phẩm của Kepler là nỗ lực đầu tiên sau thời đại của Nikolaus Copernicus để chứng minh rằng thuyết nhật tâm về vật lý là đúng. Theo những gì Kepler nói trong cuốn sách này, tỷ lệ đã gây được sự chú ý của ông một cách tình cờ khi ông có thể hiện tính toán về tỷ lệ giữa một đường tròn và một đường tròn được tạo bởi một vòng tròn được ghi lên. Từ điều đó, ông nhận ra rằng ông nhận được tỷ lệ giống nhau giữa quỹ đạo của Thổ tinh và Mộc tinh. Ông đã viết rằng: "Tôi tin rằng đó là bởi pháp lệnh thiêng liêng tôi có thể thu được bằng cơ hội mà trước đó tôi không thể nào chạm tới được bằng bất kỳ nỗ lực nào". Nhưng sau khi thực hiện những tính toán xa hơn ông nhận ra rằng ông không thể sử dụng đa giác hai chiều để thể hiện cho tất cả các hành tinh mà thay vào đó ông phải sử dụng các hình đa diện Platon.

## Những mô hình và những hành tinh

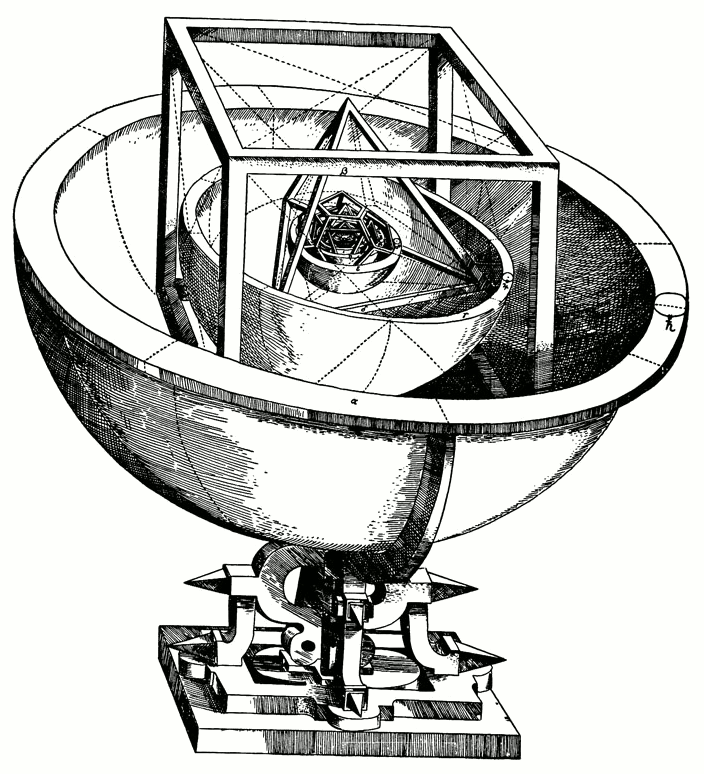
Mô hình khối đa diện Platon của Kepler về Hệ Mặt Trời trong Mysterium Cosmographicum (1600)

Là tác phẩm thiên văn học lớn đầu tiên của Kepler, Mysterium Cosmographicum là tác phẩm đầu tiên được xuất bản để bảo vệ hệ thống Copernicus. Kepler đã tuyên bố răng phải có một sự hiển linh vào ngày 19 tháng 7 năm 1595, khi ông đang giảng dạy tại Graz va khi ông đang mô tả sự kết hợp có tính thời kỳ giữa Thổ tinh và Mộc tinh trong hoàng đạo. Ông nhận ra rằng những đa giác thông thường đã ràng buộc một đường tròn nội tiếp và bị giới hạn như là những tỷ lệ nhất định. Ông đã giải thích rằng những tỷ lệ này có thể là nền tảng hình học của vũ trụ. Sau khi thất bại trong việc tìm ra một sự sắp xếp độc đáo của các hình đa diện để hợp với những quan sát thiên văn học được biết đến (kể cả những hành tinh đặc biệt được thêm vào hệ thống), Kepler bứt đầu thử nghiệm với đa giác ba chiều. Ông đã tìm được rằng mỗi đa giác của 5 đa giác Platon có thể nội tiếp và giới hạn bởi những quả cầu vũ trụ; lồng các khối rắn này, mỗi khối được bọc trong một quả cầu, trong một lớp khác sẽ tạo ra sáu lớp, tương ứng với sáu hành tinh được biết đến là Thủy tinh, Kim tinh, Trái Đất, Hỏa tinh, Mộc tinh và Thổ tinh.
Bằng việc sắp xếp các khối đa diện - bát diện, nhị thập diện, thập nhị diện, tứ diện, khối lập phương - Kepler đã tìm ra được rằng các quả cầu có thể được đặt tại các khoảng tương ứng với (với sự giới hạn độ chính xác do những quan sát thời đó) các kích thước tương đối của mỗi đường của mỗi hành tinh, giả sử hành tinh quay quanh Mặt Trời. Kepler cũng tìm được một công thức tương ứng với kích thước của mỗi quả cầu vũ trụ của mỗi hành tinh đối với độ dài của chu kỳ quỹ đạo của chúng: từ hành tinh bên trong đến hành tinh bên ngoài, tỷ lệ tăng trong chu kỳ quỹ đạo bằng hai lần hiệu bán kính quả cầu. Tuy nhiên, sau đó chính Kepler phủ nhận công thức này, bởi vì nó không đủ tóm lược.

## Nền tảng triết học và lý thuyết
Như ông đề cập trong tiêu đề cuốn sách, Kepler nghĩ rằng ông ấy đã tiếp cận được kế hoạch hình học của Chúa cho vũ trụ. Nhiều phần trong số sự nhiệt tình của Kepler đối với hệ thống Copernicus xuất phát từ sự thuyết phục về mặt lý thuyết về mối liên hệ giữa vật lý và tinh thần; vũ trụ bản thân nó là một hình ảnh của Chúa, với Mặt Trời tương ứng với người cha, quả cầu sao tương ứng với người con và khoảng không gian ở giữa đại diện cho Thánh Linh. Những dòng viết đầu tiên trong Mysterium đã bao gồm một chương phụ nói về nói về thuyết nhật tâm với những hành trình trong Kinh Thánh có thể ủng hộ cho hình học.
Với sự ủng hộ của người đỡ đầu Michael Maestlin, Kepler đã nhận được sự cho phép của hiệu trưởng Đại học Tübingen để xuất bản tác phẩm của mình với sự liên hệ với chú giải của Kinh Thánh và bổ sung một mô tả dễ hiểu hơn, đơn giản hơn về hệ thống của Copernicus cũng như những ý tưởng mới của Kepler. Mysterium được xuất bản lần đầu tiên vào năm 1596, và Kepler đã nhận được bản sao của mình và bắt đầu gửi chúng cho những nhà thiên văn học xuất chúng và những người đỡ đầu vào năm 1597; chúng không được đọc một cách rộng rãi, nhưng chúng đã tạo nên danh tiếng lớn của Kepler như là một nhà thiên văn học có chuyên môn cao. Sự cống hiến tận lực cho những người đỡ đầu cũng như cho những ai kiếm soát chức vị của ông tại Graz cung cấp một cửa vào hệ thống bảo trợ.
Mặc dù các chi tiết được sửa đổi trong lần xuất bản sau đó, Kepler không bao giờ buông bỏ vũ trụ học đa diện Platon. Các tác phẩm thiên văn học chủ yếu đi sau của ông có những phát triển xa hơn, quan tâm đến việc tìm ra nhiều chiều tóm lược ở bên trong và bên ngoài băng việc tính toán phương sai của các quỹ đạo hành tinh ở trong đó. Vào năm 1621, Kepler đã cho xuất bản một phiên bản sửa chữa mở rộng của tác phẩm, chỉ dài một nửa so với phiên bản đầu tiên, nêu chi tiết ở các chú thích sự chỉnh sửa và cải thiện mà ông đã đạt được trong vòng 25 năm qua kể từ khi phiên bản đầu của tác phẩm được xuất bản.

## Nhận thức luận và triết học của tự nhiên
Có nhiều trong các ý tưởng của Kepler nói về nhận thức luận có thể được tìm thấy trong tác phẩm Bảo vệ Tycho chống lại Ursus hay Contra Ursum, một tác phẩm đã mở rộng từ một khung tranh biện, mâu thuẫn về đạo văn giữa Nicolaus Raimarus Ursus với Tycho Brahe: sự nhân quả và vật lý hóa của các lý thuyết thiên văn, khái niệm và tình trạng của các giả thuyết thiên văn, "chủ nghĩa công cụ - chủ nghĩa hiện thực" bút chiến, chỉ trích của Kepler vào chủ nghĩa hoài nghi về tổng quát, vai trò nhận thức luận của lịch sử ,... Jardine đã lưu ý rằng sẽ sáng suốt hơn nếu đọc tác phẩm Contra Ursum như là một tác phẩm chống lại chủ nghĩa hoài nghi hơn là một tác phẩm nó về một cuộc thảo luận về "chủ nghĩa công cụ - chủ nghĩa hiện thực" hiện đại.
Một mặt, luật nhân quả là một lưu ý ngụ ý rằng ý kiến tổng quát nhất của "hiểu biết khoa học thực sự" sẽ chiếu rọi và kích thích mỗi sự tìm tòi. Với ý này, Kepler đã đồng ý trong tác phẩm Mysterium trên một cuộc điều tra nguyên nhân bằng việc đặt câu hỏi cho lý do của các con số, kích thước và chuyển động (cũng như tốc độ) của các quả cầu thiên đường. Mặt khác, luật nhân quả ngụ ý rằng đối với Kepler, theo định nghĩa của Aristotle về khoa học vật lý, "lý do vật lý" cụ thể, những nguyên nhân có khả năng tạo ra một chuyển động hoặc có trách nhiệm để duy trì một vật thể trong chuyển động. Tuy nhiên, về nguyên gốc, đối với Kepler, và điển hình trong cách ông tiếp cận, đó phải là sự kiên quyết đối với thứ ông ấy được thuyết phục rằng vấn đề của sự trang bị của các giả thuyết thiên văn học có thể được giải quyết và là sự giới thiệu khái niệm của lý do vào thiên văn học vốn theo truyền thống là một môn khoa học toán học. Cách tiếp cận này đã được giới thiệu trong Mysterium. Ví dụ, trong tác phẩm này, Kepler đã liên hệ các khoảng cách của các hành tinh đến một năng lượng mở rộng từ Mặt Trời và suy giảm trong tỷ lệ khoảng cách của mỗi hành tinh. Và năng lượng này kết thúc khi nó chạm đến quả cầu các vì sao.

## Tiếp nhận
Đáp lại tác phẩm của nhà thiên văn học người Đức, Tycho Brahe nói rằng các ý tưởng thì hấp dẫn nhưng có thể chỉ được xác định bằng những quan sát của chính Brahe mà ông đã thực hiện trong suốt 30 năm qua. Bởi vì được hứa sử dụng những quan sát củ Brahe, Kepler đã tìm kiếm ông từ đầu năm 1600. Tuy nhiên, Brahe chỉ gửi cho Kepler thông tin về Hỏa tinh.

## Trong văn hóa đại chúng
Mysterium Cosmographicum là điểm nhấn của đồng 10 euro của Áo, đồng tiền bạc tưởng nhớ Johannes Kepler vào năm 2002. Trong tháng 2 năm 2018, Curiosity Box của Vsauce cho ra đời chiếc áo va bưu thiếp với minh họa đơn giản mô hình khối đa diện Platon về hệ Mặt Trời.